# Jon Arbuckle
Jonathan Q. „Jon“ Arbuckle je fiktivní postava z komiksu Garfield kreslíře Jima Davise. Jon je majitel kocoura Garfielda a psa Odieho. Je poměrně nešikovný a často zažívá neúspěchy při svých častých pokusech najít si přítelkyni, například veterinářku Lízu Wilsonovou, se kterou dnes chodí. Jon pracuje jako kreslíř komiksů a je častým terčem Garfieldových vtipů. 

## Vývoj postavy
Jim Davis původně vytvořil Jona Arbuckla jako hlavního hrdinu jeho komiksové série Jon, která byla poprvé publikována v roce 1976. Nakonec Davis rozhodl, že místo toho, aby byla hlavní postavou Jon, se hlavní soustředění přepne na Garfielda, kocoura, který sdílí s Jonem jeho životní prostor a který se stal centrem komiksu Garfield.

## Fiktivní biografie
Jon Arbuckle je americký kreslíř, který žije v Muncie v Indianě. Pochází z farmy, kde vyrostl se svými rodiči a bratrem Docem Boyem. Jeho věk je často prezentován jako kolem 30 let, ačkoli v několika stripech je zmíněn jiný věk.

### Rodina a vztahy
Jon žije se svými domácími mazlíčky, Garfieldem a Odiem, které získal pod různými okolnostmi. Jako kreslíř se často vrací na svou rodnou farmu. Jonovým hlavním milostným zájmem je veterinářka Liz Wilsonová, se kterou se finálně začal scházet v roce 2006.

## Charakter a osobnost
Jon je často zobrazován jako nemotorný, ale laskavý člověk, který sice není příliš úspěšný v randění, ale má dobré srdce a snaží se být pro svého kocoura Garfielda dobrým majitelem. Jeho bizarní styl oblékání a pokusy o kreslení často vedou k humorným situacím.

## Další média
Jon Arbuckle byl také ztvárněn hercem Breckinem Meyerem v hraných filmech Garfield ve filmu a Garfield 2. Jeho hlas propůjčil Wally Wingert ve The Garfield Show.